# Закрески, Кимико
Кимико Закрески (род. 21 декабря 1983 года, Сент-Альберт, Альберта, Канада) — канадская сноубордистка, участница олимпийских игр 2010 года. Призёр этапов кубка мира по сноуборду.

## Биография
Родители Кимико Закрески — Стив Закрески и Норико Нишимура. У неё есть два брата — Адам и Мика. Среди увлечений спортсменки пианино, йога, шоссейный велосипед, волейбол, хоккей на траве и катание на лошади. Она обучалась в университете Калгари, где изучала естественные науки. Также получила лицензию риелтора в Калгари. Среди спортивных кумиров Кимико Закрески Марк Фосетт (Mark Fawcett), Лиза Косглоу (Lisa Kosglow), Даниела Мойли, Уэйн Гретцки и Элизабет Мэнли.

## Спортивная карьера
Первые крупные результаты на кубке мира пришли к Кимико Закрески в сезоне 2006—2007 года, когда она трижды финишировала в десятке лучших, в сезоне 2008—2009 года она завоевала первую медаль кубка мира, став второй в Лимон-Пьемонт (Италия). В сезоне 2009—2010 года выиграла бронзу на этапе кубка мира в Telluride (США).
Кимико Закрески три раза принимала участие в чемпионатах мира по сноуборду. В 2005 году она была 27-й в параллельном слаломе и 32-й в параллельном гигантском слаломе, в 2007 году — 16-й в параллельном гигантском слаломе, в 2009 году — 18-й в параллельном слаломе и 32-й в параллельном гигантском слаломе. На олимпийских играх Кимико Закрески дебютировала в 2010 году, где стала 29-й.